# Sutton Mallet
Sutton Mallet – wieś w Anglii, w hrabstwie Somerset, w dystrykcie (unitary authority) Somerset, w civil parish Stawell. Leży 7 km od miasta Bridgwater. W 1931 roku civil parish liczyła 103 mieszkańców. Sutton Mallet jest wspomniana w Domesday Book (1086) jako Sutone/Sutona.